# Kaggala, Krishnarajanagara
Kaggala là một làng thuộc tehsil Krishnarajanagara, huyện Mysore, bang Karnataka, Ấn Độ.